# عبد الله سانوغو
عبد الله سانوغو (بالفرنسية: Abdoulaye Sanogo)‏ (14 أكتوبر 1996 بسيكاسو في مالي - ) هو لاعب كرة قدم مالي في مركز الوسط. لعب مع نادي يوبين.

## وصلات خارجية
- عبد الله سانوغو على موقع قاعدة بيانات كرة القدم.إي يو (الإنجليزية)
- عبد الله سانوغو على موقع Soccerway.com (الإنجليزية)